# Немиринці (Городоцька міська громада)

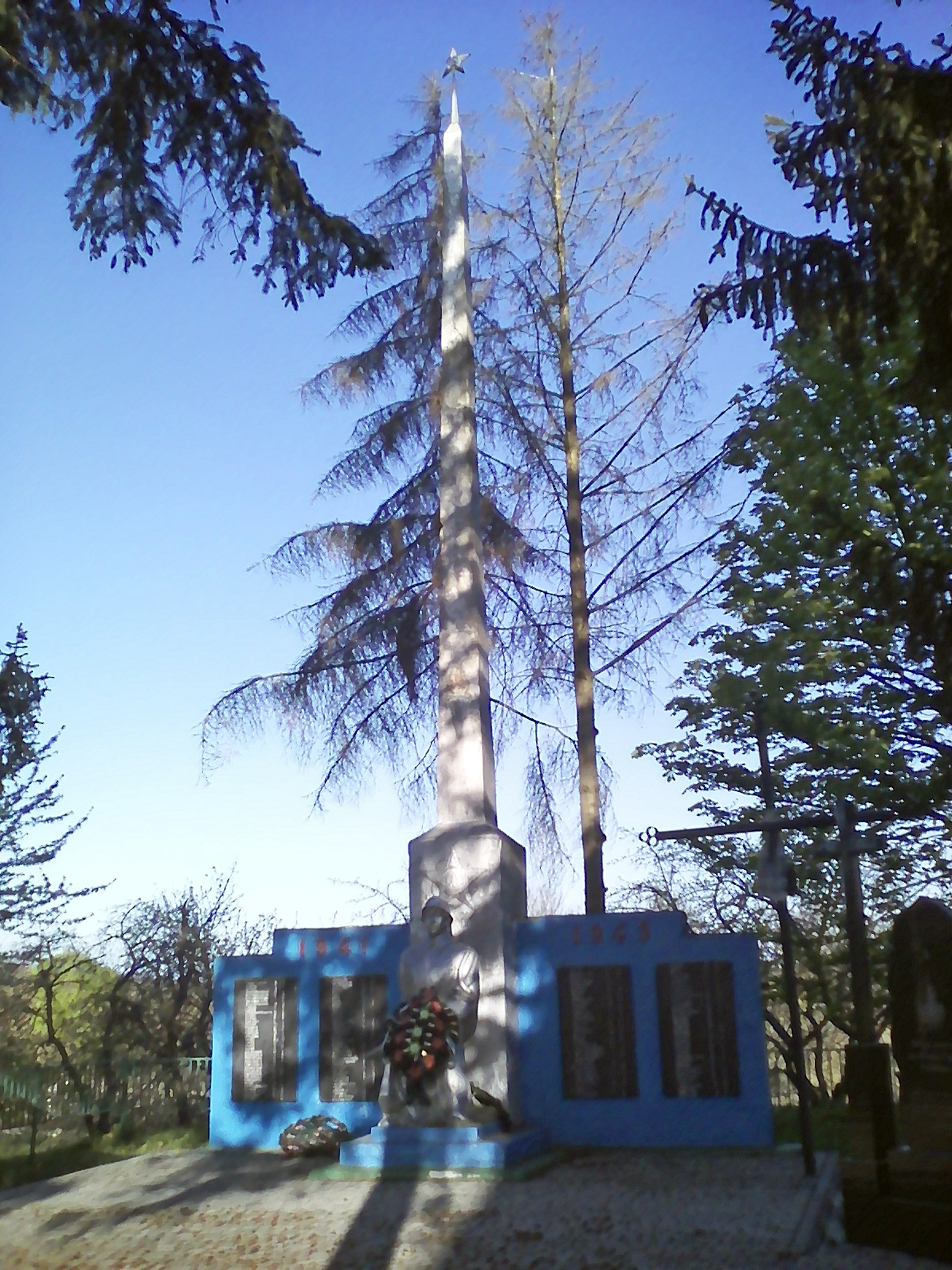
Пам'ятник воїнам - односельчанам

Неми́ринці — село в Україні, у Городоцькій міській громаді Хмельницького району Хмельницької області. Населення становить 676 осіб. До 2020 орган місцевого самоврядування — Немиринецька сільська рада.

## Історична довідка

### Адміністративна історія
На території Немиринецької сільської ради знаходилося два населених пункти — власне село Немиринці та село Дахнівка.
З 1922 до 1931 приєднане до Фельштинського району Кам'янець Подільської області; з 1931 по 1939 рр. було у складі Городоцького району Кам'янець Подільської області; в 1939 р. знову було утворено Фельштинський район і село знову стало входити до його складу.
1946 населений пункт Фельштин було перейменовано на с. Гвардійське і район теж у Гвардійський. Указом Президії Верховної Ради Української PCP від 7 червня 1957 Гвардійський район ліквідовано і село Немиринці з цього часу стало входити до складу Городоцького району Хмельницької області. Село Дахнівка до 1960 р. входило до складу Сатанівського району, а 1960 приєднане до Немиринецької сільської ради.

### Заснування
Старожили села Немиринці називають пана Немирова, від прізвища якого, з їх слів, походить назва села Немиринці. Старожили села Дахнівка називають прізвище пана Дахновського, від якого, з їх слів, пішла назва села. Історія Поділля свідчить, що села Немиринецької сільської ради зазнали панування польських поміщиків. Вже в XVI—XVII ст. переважна більшість поміщиків була поляками. У роки визвольної війни під проводом Богдана Хмельницького частина корінних жителів переселилась на схід, частина була винищена польськими панами або загинула у ході війни. Польські поміщики з метою збільшення робочої сили в селах організували переселення з центральних районів Польщі, зокрема Мазовецького воєводства, у села Немиринці і Дахнівка.
З початку XIX ст. села належали польському поміщику Залевському. У 1909 році на місці пивоварного заводу в Немиринцях збудований триповерховий млин, який давав великі прибутки громаді. Але не так давно «добрі» люди розібрали його, так як і продали «Земську» школу, та зруйнували дільничу лікарню, які проіснували більше 100 років, у яких вчилося і лікувалося не одне покоління селян.
Перша світова війна забрала багатьох жителів сіл Немиринці і Дахнівка. У серпні 1914 недалеко від села відбулись перші бої між російськими і австро-угорськими військами. Наближався 1917 рік. Наймити і селяни почали ділити поміщицькі землі, проводили агітаційну роботу серед солдатів про припинення війни. Багато солдатів царської армії утікали з фронту і переховувались по домівках жителів села Немиринці. Окремі з них залишилися жити в цьому селі.
7 (20) листопада 1917 року, відповідно до Третього Універсалу Української Центральної Ради, увійшло до складу Української Народної Республіки.
З початку 1918 постійно відбувалися наскоки червоних загонів. Весною 1918 німецькі війська вступили у село, звільнивши його від російських більшовиків. З осені 1918 до осені 1919 Немиринці зазнали кілька змін влади. Восени 1918 Немиринці зайняті союзними військами Польщі та УНР. У липні місяці 1920 року війська Першої Кінної армії Будьоного окупували село. Під час бою з військами УНР та Польщі біля Немиринець загинув командир Червоної Армії Биков. Большовики відразу зайняли найкращі хати, а також колишній приватний маєток місцевого дідича. На одній з перших нарад будьонівці постановили убити місцевого священика — отця Тимофія Туркала (батька відомого хіміка Костянтина Туркала), але йому вдалося утекти до сусіднього села.

### Під комуністичною владою
Першим головою виконавчого комітету сільської ради було обрано Слободяна Петра Михайловича, якого було страчено самими комуністами 1937.
Наступними головами сільської ради були: Киба Юстина Іванівна, Туревич Леонід Іванович, Костюк Савва Іванович, Сорочинський Аркадій Петрович, Слободян Віталій Іванович.
З березня місяця 1990 р. по 2006 р. сільським головою був Клімов Микола Васильович.
В 1923 р. в селі Немиринці було організовано сільськогосподарський кооператив. Головою кооперативу був Чорний Тимофій.
В 1924 р. було створене товариство взаємної допомоги. Восени 1929 р. в селі Немиринці розпочалась суцільна колективізація.
В 1930 р. в Немиринцях було створено три колгоспи -«Червоний колос», «Ім. Дзержинського» та «Імені XVI патз'їзду». Весною 1931 р. селяни села Немиринці в основному перейшли до колективного способу господарювання. Відтоді комуністи почали плановий голодомор, жертвами якого стали переважно діти та старші люди. Частина селян порятувалася від голодної смерті, перейшовши нелегально кордон Польщі.
Зі слів старожилів головами колгоспів в різні роки були Харитонов Станіслав, Судома Олексій, Верхола Степан Іванович, Сельський Володимир, Кирилюк Дмитро.
8 липня 1941 сталіністи втекли із села. Повернулися 25 березня 1944. Комуністи знову організували голод, але люди вже мали змогу тікати на територію, контрольовану УПА.

### Сучасний стан
1999 КСП «Мир» реорганізувалося у TOB «Мир» Його засновниками стали: Лаврентій Віктор Якович, Бондар Анатолій Степанович, Стебло Антоніна Степанівна, Малащук Тамара Володимирівна, Кухар Василь Григорович, Дроник Василь Іванович, Віняр Микола Миколайович, Ганюк Павло Віталійович. Директором TOB «Мир» обрано Лаврентія Віктора Яковича. Пізніше TOB «Мир» було перейменовано на TOB «Немиринецьке» головою якого була Стебло Антоніна Степанівна. У наш час[коли?] товариства як такого не існує. З часом все більше і більше покращувався матеріальний добробут жителів. Зараз, завдяки Садовській Любові Анатоліївні, майже в кожній оселі є природний газ. В даний період Немиринецька сільська рада знаходиться в підпорядкуванні Городоцької районної ради Хмельницької області.
У підпорядкуванні Немиринецької сільської ради знаходяться: Немиринецький будинок культури, Немиринецька загальноосвітня школа, амбулаторія с. Немиринці, ФАП с. Дахнівка, будинок милосердя «Доброта».
З 2006 по 2010 р. — сільський голова Шиліпук Олександр Кирилович. Зараз сільським головою є Садовський Павло Павлович.
12 червня 2020 року, відповідно до розпорядження Кабінету Міністрів України № 727-р «Про визначення адміністративних центрів та затвердження територій територіальних громад Хмельницької області», увійшло до складу Городоцької міської громади.
19 липня 2020 року, в результаті адміністративно-територіальної реформи та ліквідації Городоцького району, увійшло до складу новоутвореного Хмельницького району.

## Символіка
Затверджена 12 червня 2020 р. рішенням № 1-41-2020 XLI сесії сільської ради. Автори — В. М. Напиткін, К. М. Богатов, П. Б. Войталюк.

### Герб
Срібне поле багаторазово перетяте лазуровими нитяними хвилястими балками. У червоній мурованій главі, відділеній хвилясто, золоте сонце з шістнадцятьма променями, супроводжуване з обох боків двома золотими шишками хмелю. Щит вписаний в золотий декоративний картуш і увінчаний золотою сільською короною. Унизу картуша напис «НЕМИРИНЦІ».
Хвилясті балки — символ великої кількості озер біля села. Мурована глава з шишками хмелю — символ пивоварного заводу і кам'яного млина, які існували в селі. Сонце — символ Поділля.

### Прапор
Квадратне полотнище розділене хвилясто горизонтально у співвідношенні 1:2 на червону муровану і білу смуги, на верхній смузі жовте сонце з шістнадцятьма променями, супроводжуване по сторонам двома жовтими шишками хмелю, на білій смузі вісім синіх тонких хвилястих смуг.

## Населення

### Мова
Розподіл населення за рідною мовою за даними перепису 2001 року:
| Мова       | Кількість | Відсоток |
| ---------- | --------- | -------- |
| українська | 674       | 99.7%    |
| російська  | 2         | 0.3%     |
| Усього     | 676       | 100%     |

## Відомі люди
- Туркало Костянтин Тимофійович (1892-1979) — український громадсько-політичний діяч, інженер-хімік. Батько Ярослава Туркала.
- Карась Сава Леонтійович (1905—1963, Маріуполь) — Герой Радянського Союзу, заступник командира стрілецького полку.
- Сорочинська Світлана Миколаївна (* 1969) — українська сценаристка, режисерка концертів, тематичних вечорів, фестивалів, співачка, лауреат всеукраїнських та міжнародних пісенних фестивалів–конкурсів, Заслужений працівник культури України.

## Галерея

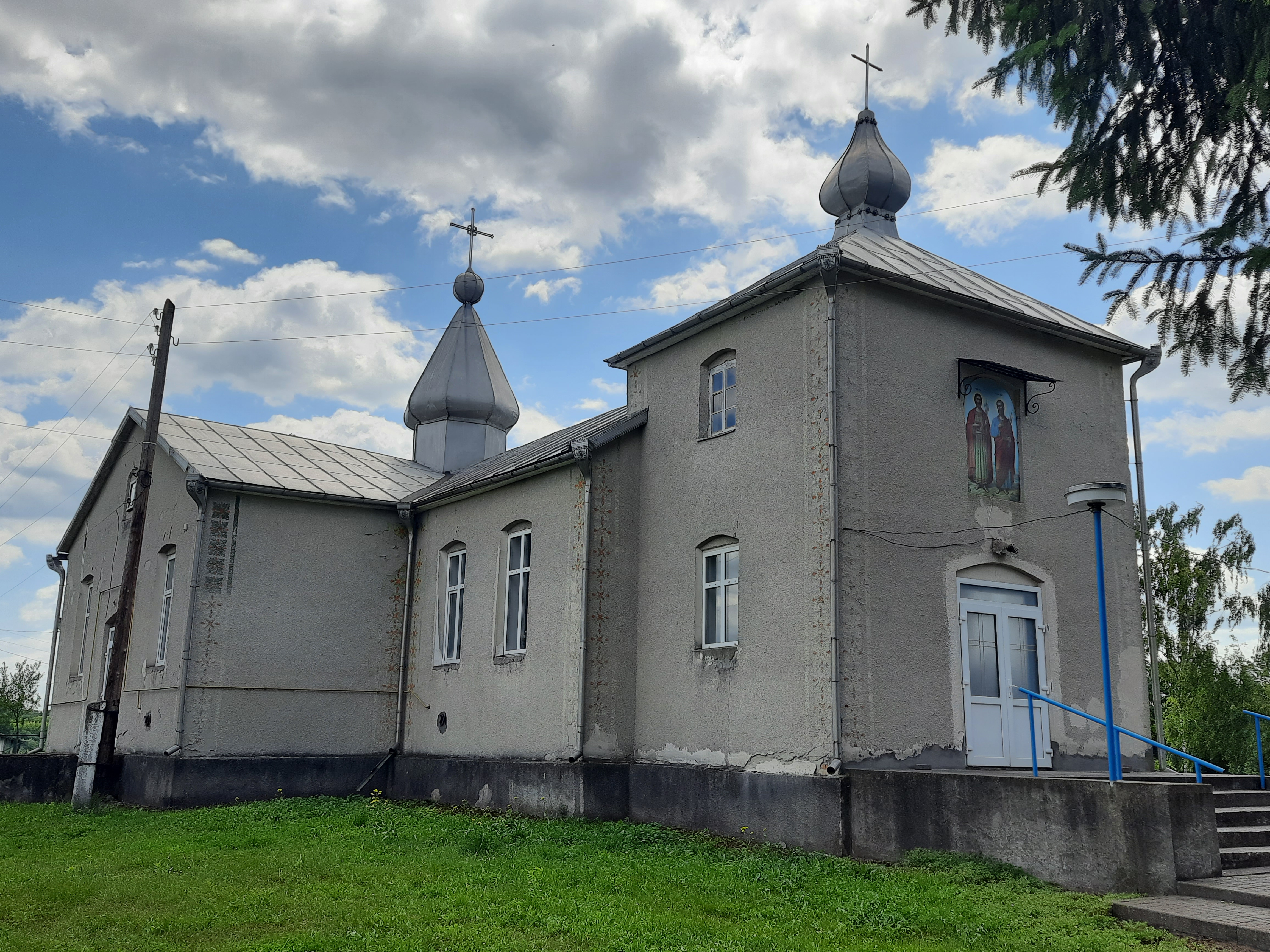
Свято-Космо-Дем'янська церква
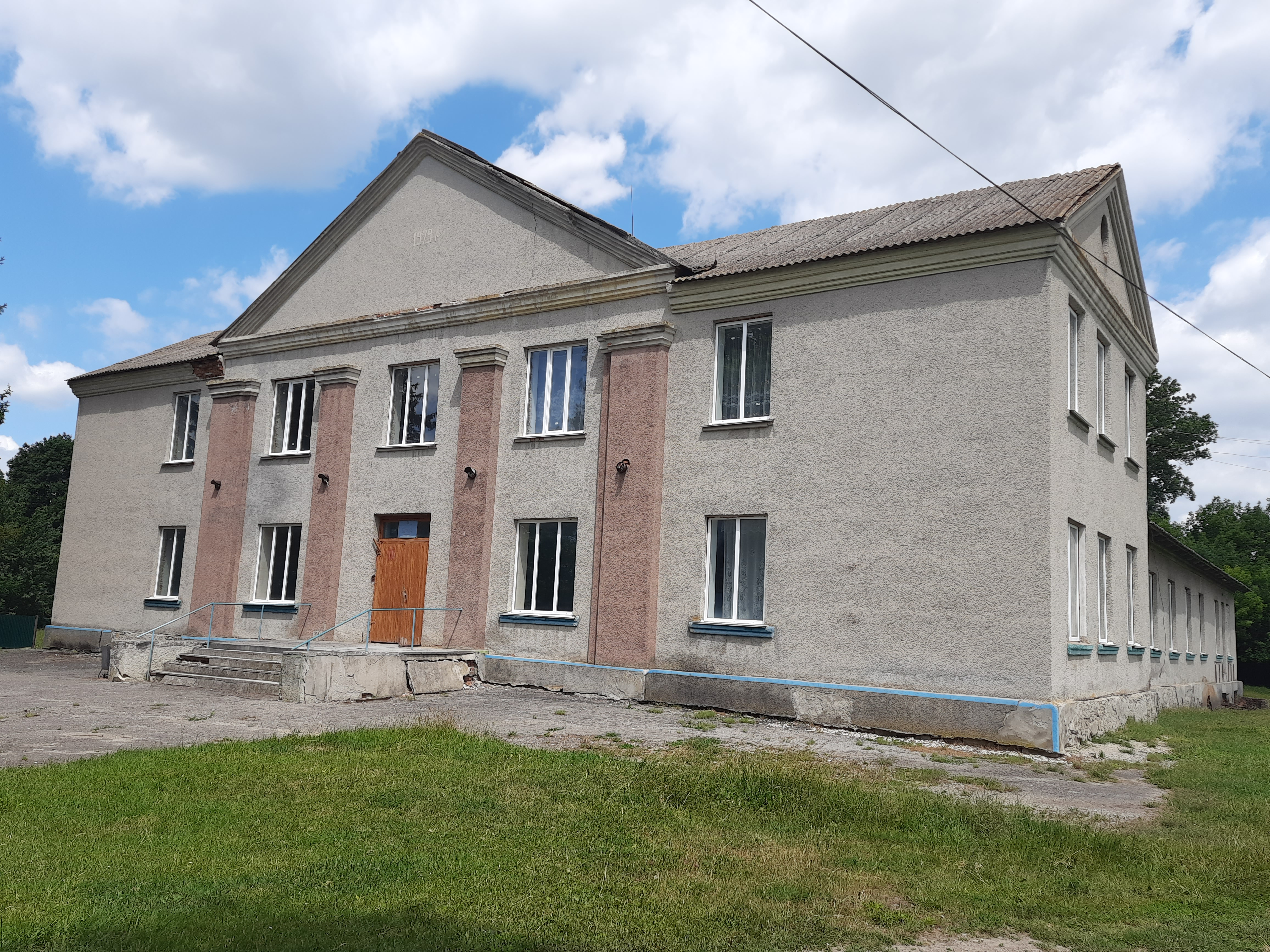
Будинок культури
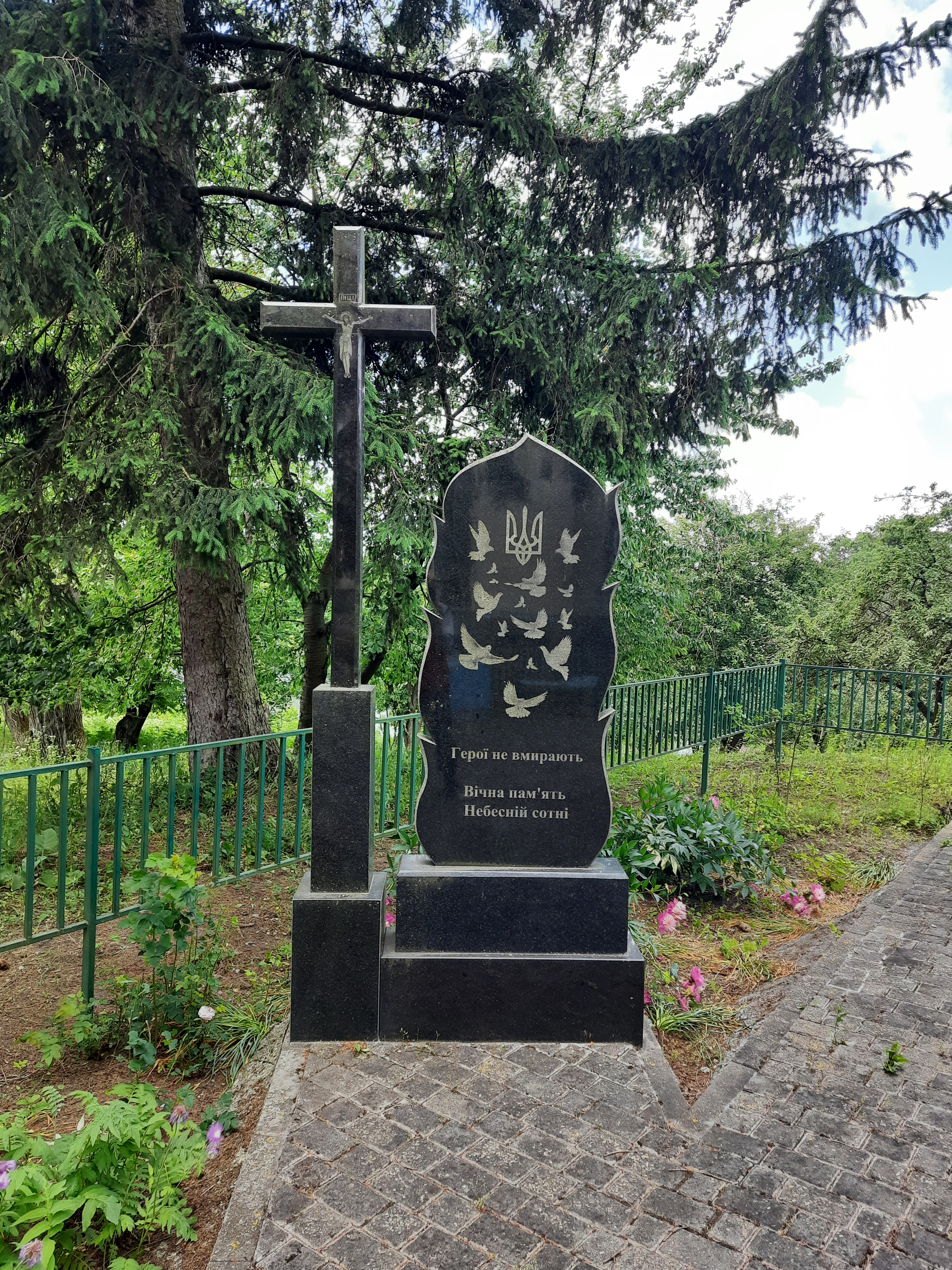
Пам'ятний знак "Небесній сотні"
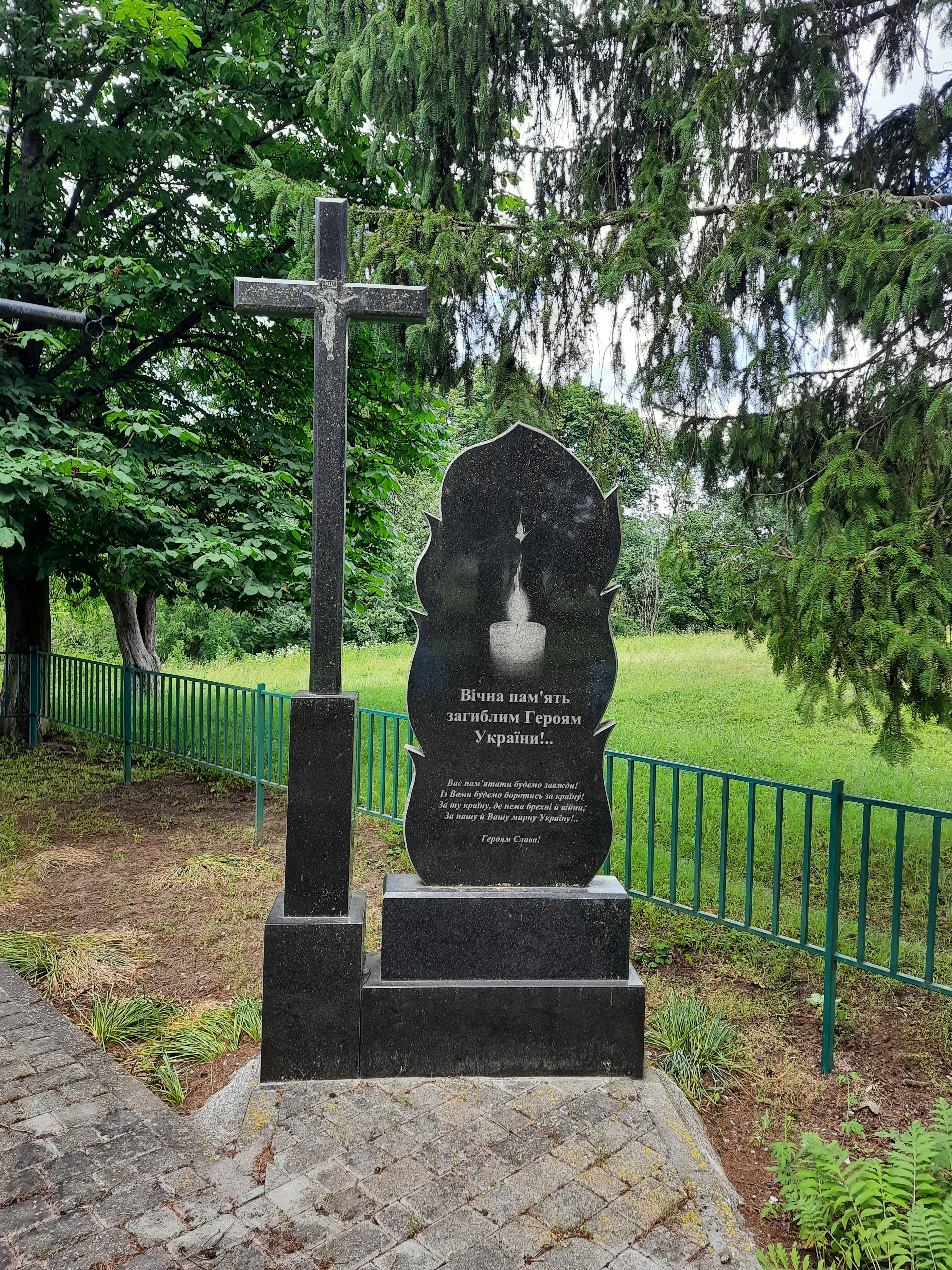
Пам'ятний знак загиблим Героям України
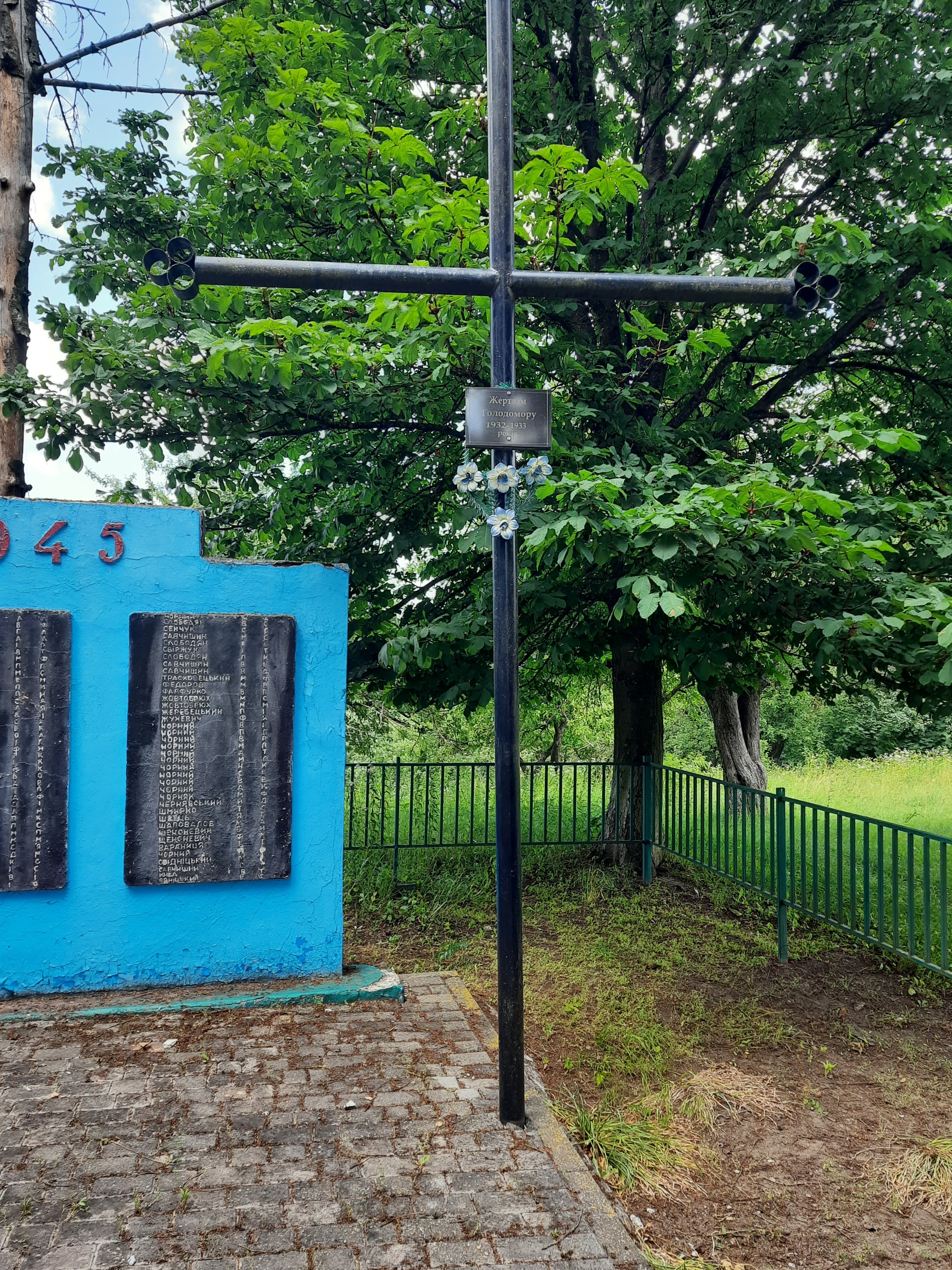
Пам'ятний знак жертвам голодомору
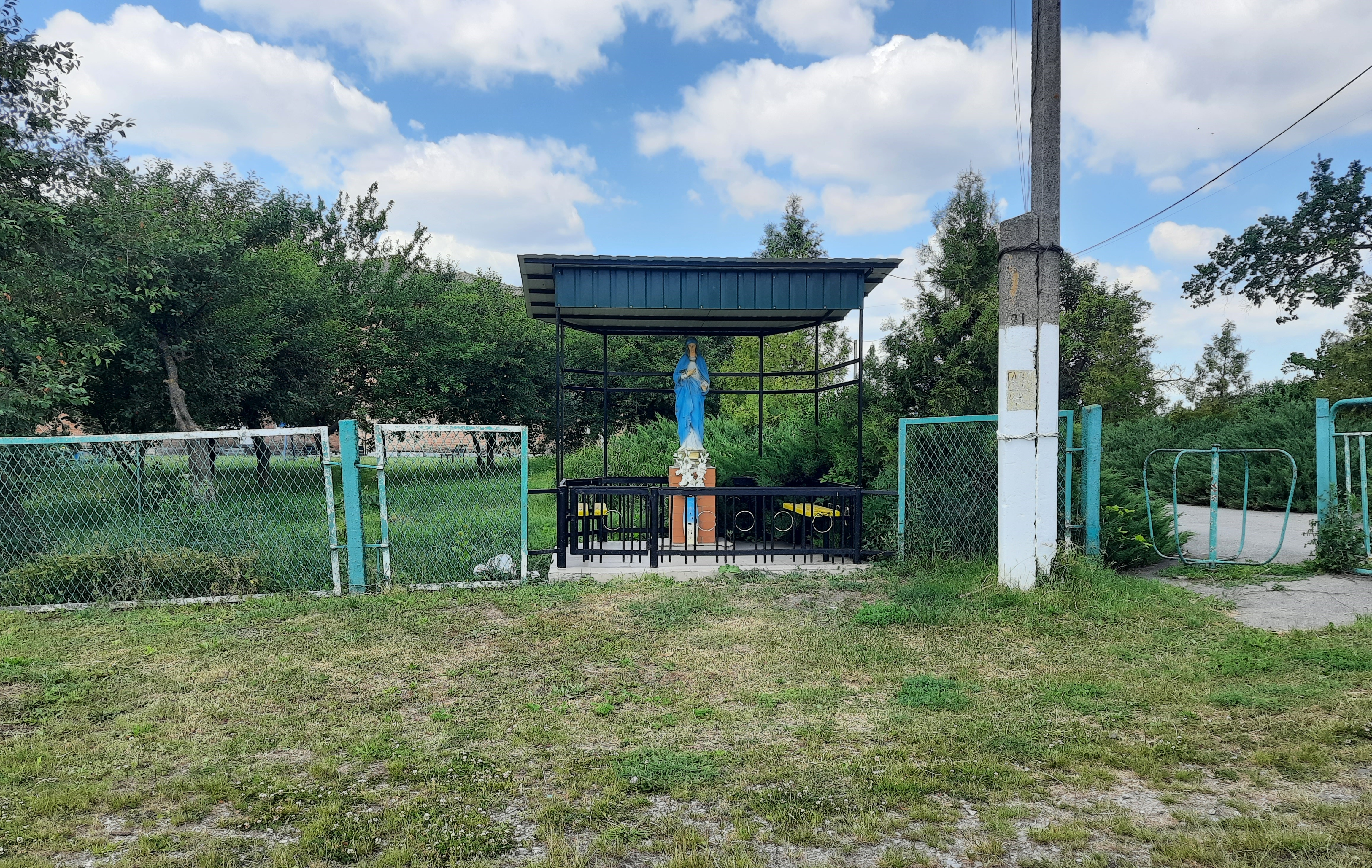
Статуя Божої Матері
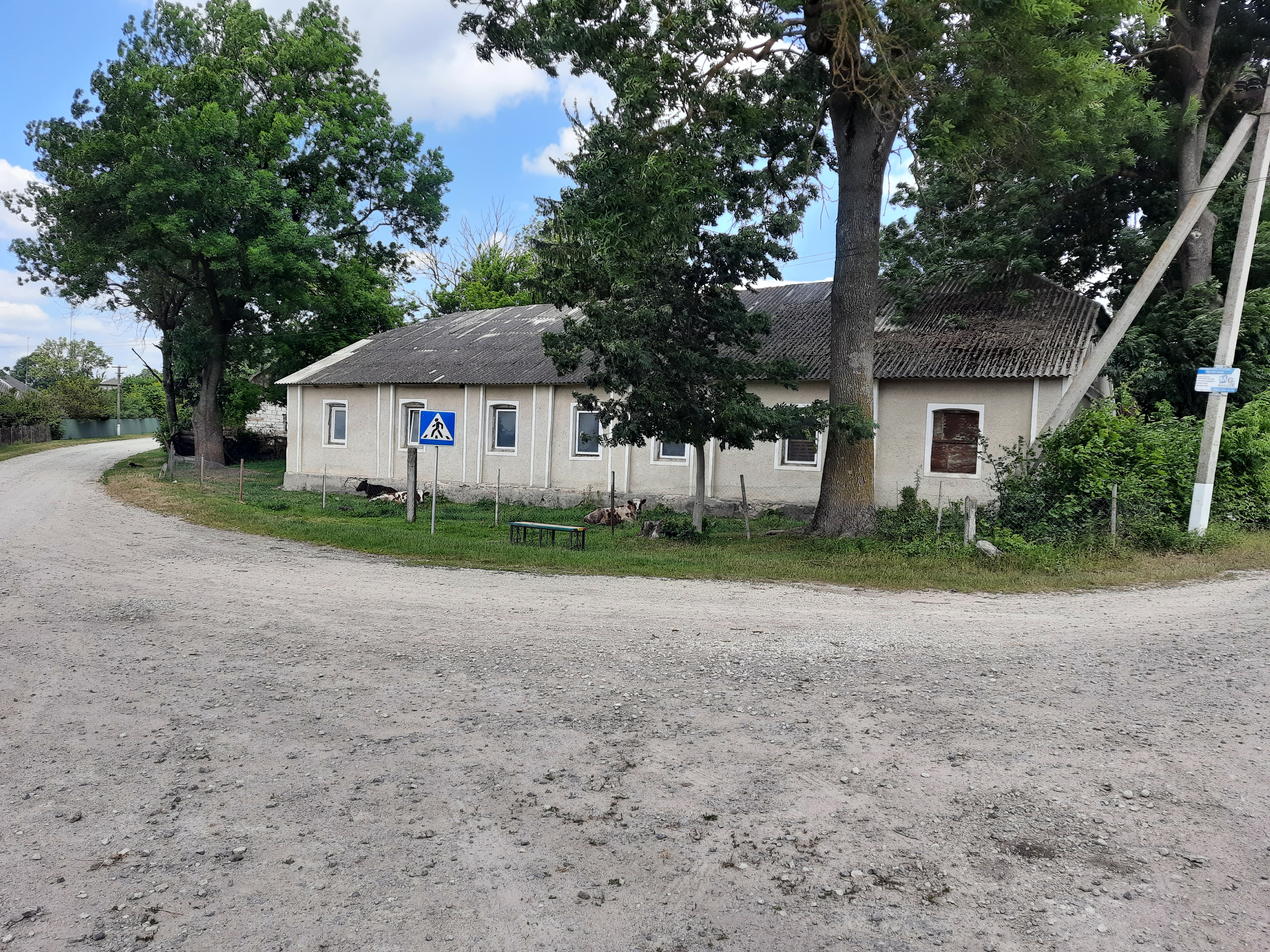
Господарська будівля
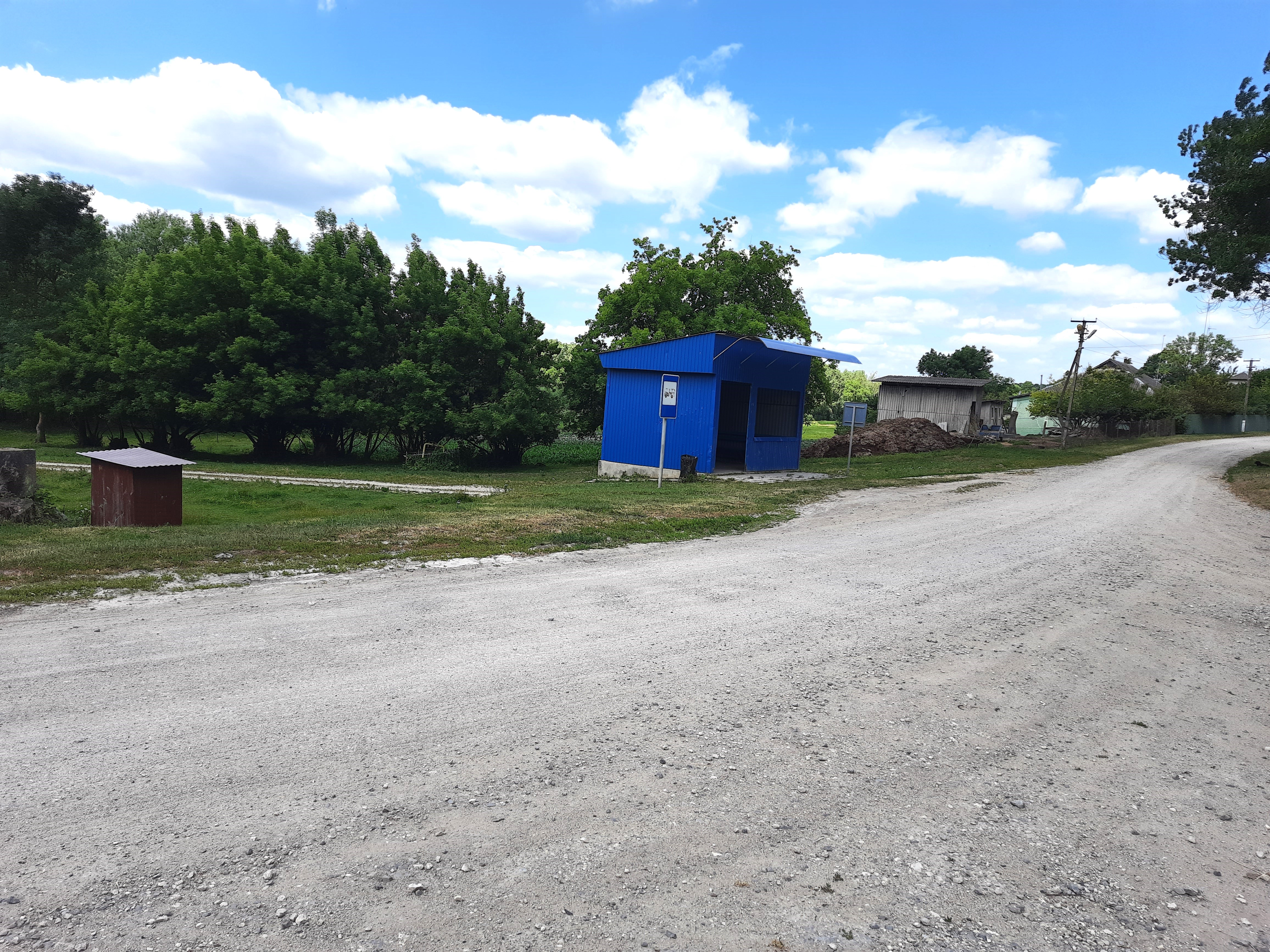
Автобусна зупинка
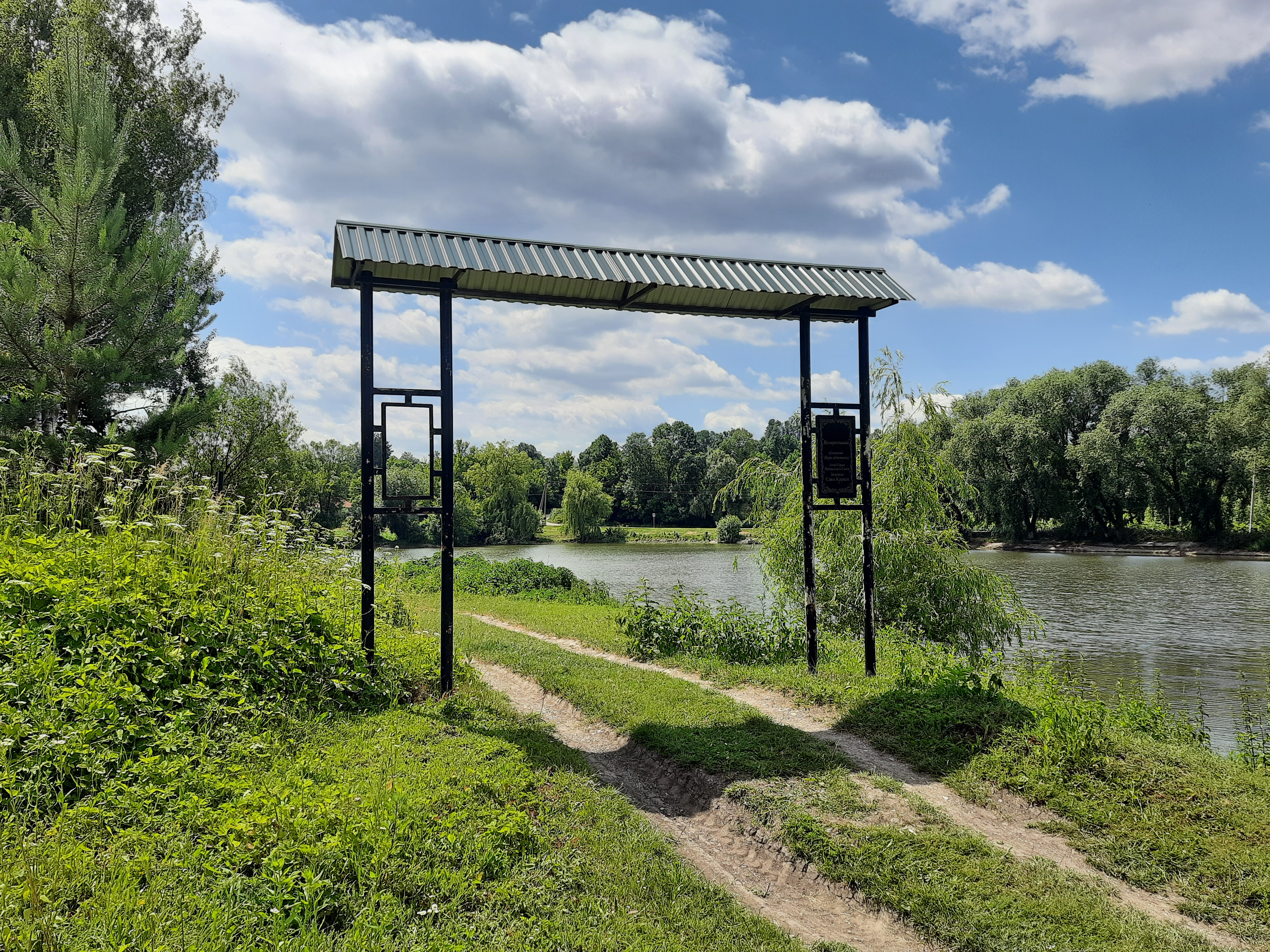
Парк
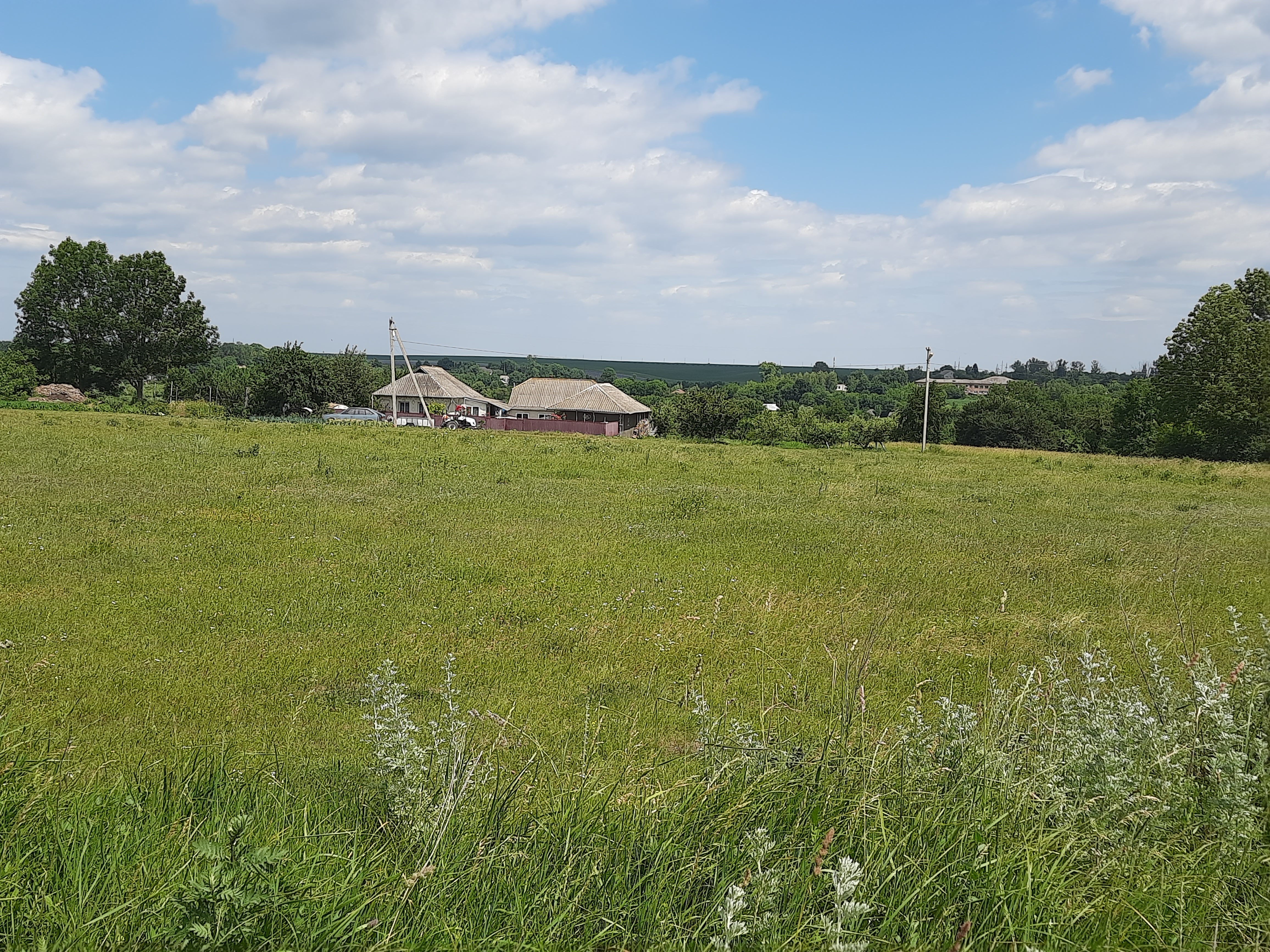
Сільський краєвид
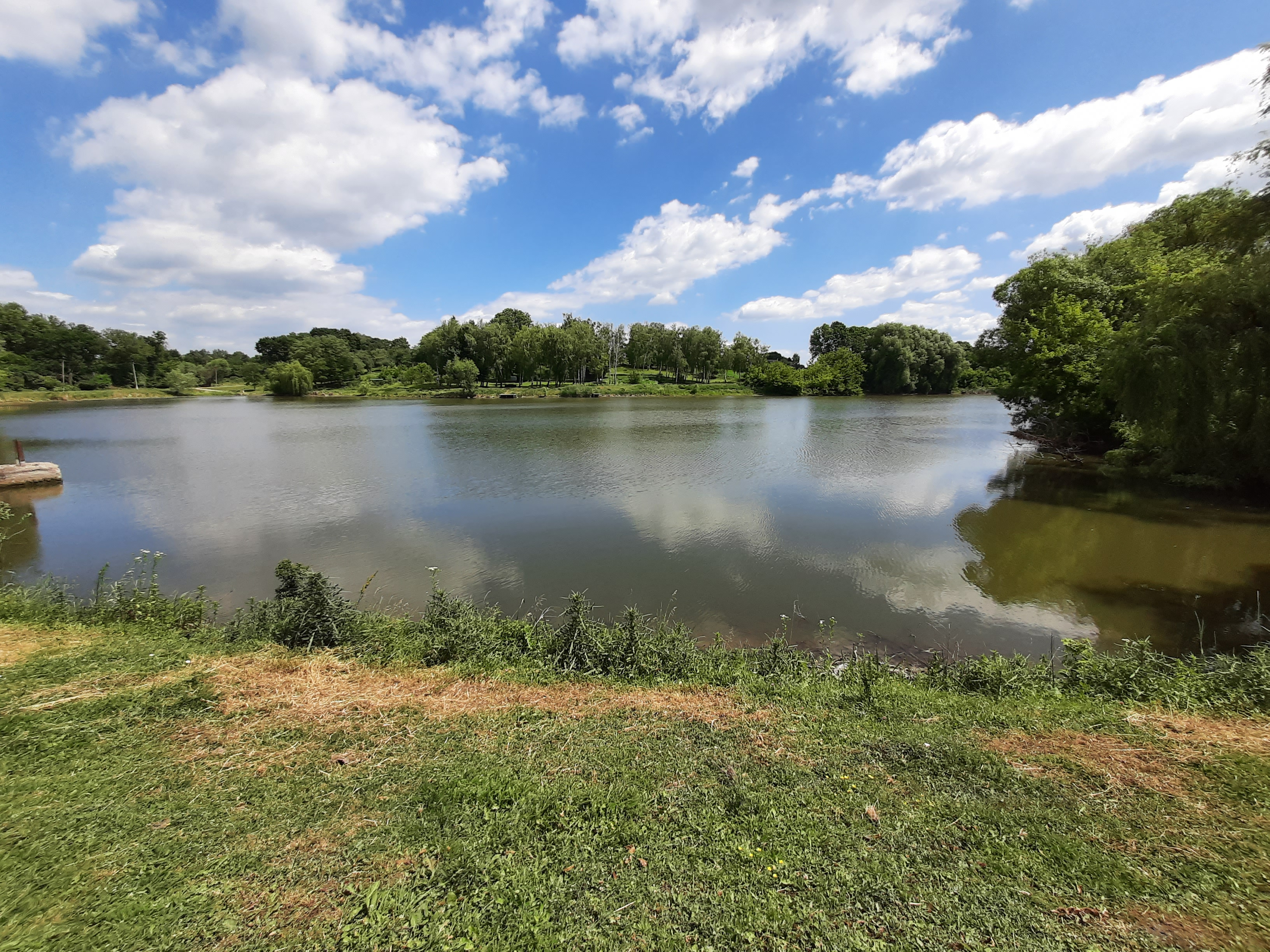
Став біля села